# Валтер Гаргано
Валтер Алехандро Гаргано Гевара (шп. Walter Alejandro Gargano Guevara; 23. јул 1984) професионални је уругвајски фудбалер који игра на позицији дефанзивног везног играча и тренутно наступа за Пењарол.

## Успеси

### Клупски
Наполи
- Куп Италије: 2011/12.
- Суперкуп Италије: 2014.

Пењарол
- Прва лига Уругваја: 2018.

### Репрезентативни
Уругвај
- Копа Америка: 2011.